# パナソニック・ドラクル
パナソニック・ドラクル（英: Panasonic Dra•cle）は、ナショナル自転車工業株式会社が1998年に日本国で発売した電動アシスト自転車である。

## 概説
ナショナル自転車工業株式会社は、1997年（平成9年）に財団法人自転車産業振興協会が開催した第1回自転車新製品コンペティションに、折りたたみ自転車「ドラ・クルくん」を出品し大賞を受賞した。1998年（平成10年）12月15日に、市販化に向けた小変更を加え、パナソニック・ドラクルとして発売した。価格は、本体が税込み186,900JPY、充電器が税込み10,500JPYだった。パナソニック・ドラクルは折り畳み自転車としているが、実は世界で初めて電動で車体を伸縮させるというもので、加えて電動アシストも搭載し、それらの電源は自転車への搭載は世界で初めてとなる密閉形ニッケル・水素蓄電池であった。自動車への積載を前提としてい、出先での機動に活用する、所謂6ホイール・ライフのツールとするべき企図があった。

## 仕様
| 品名           | 自動フォールディング（折りたたみ）電動アシスト自転車 |
| 品番           | BE-EBD41                                             |
| 愛称           | ドラクル（ドライブ＋バイシクル）                     |
| フレームカラー | アプリコットレッド                                   |
| 型式認定日     | 平成10年7月31日                                      |
| 車輪サイズ     | 14in                                                 |
| 重量           | 22.5kg                                               |
| 走行時全長     | 1,250mm                                              |
| 走行時全高     | 865mm                                                |
| 走行時全巾     | 560mm                                                |
| 変形時全長     | 1,070mm                                              |
| 変形時全高     | 732mm                                                |
| 変形時全巾     | 360mm                                                |
| 走行距離       | 27km（平地連続走行・満充電・乗員体重58kg）           |
| 電源           | 密閉形ニッケル・水素蓄電池                           |
| 充電時間       | 約1.6時間                                            |

## 余聞
- パナソニックサイクルテック株式会社は、本社屋で実車を常設展示している[5][6]。

## 脚註